# Phil Leeds
Pour les articles homonymes, voir Leeds (homonymie).
Phil Leeds est un acteur américain né le 6 avril 1916 à New York dans l'État de New York aux États-Unis, décédé le 16 août 1998 à Los Angeles en Californie.

## Filmographie

### Cinéma
- 1968 : Le Bébé de Rosemary (Rosemary's Baby) : Dr Shand
- 1969 : Don't Drink the Water : Sam
- 1972 : Dig : Pre-Cambrian Rocks
- 1976 : Mastermind d'Alex March : Israeli Agent #2
- 1976 : Won Ton Ton, le chien qui sauva Hollywood (Won Ton Ton, the Dog Who Saved Hollywood) de Michael Winner : Dog catcher
- 1976 : La Dernière Folie de Mel Brooks (Silent Movie) : Waiter
- 1981 : La Folle Histoire du monde (History of the World: Part I) : Chief Monk
- 1984 : Frankenstein's Great Aunt Tillie (en)
- 1988 : Saturday the 14th Strikes Back (en) : Leonard
- 1988 : Au fil de la vie (Beaches) : Sammy Pinkers
- 1989 : Cat Chaser : Jerry Shea
- 1989 : Enemies: A Love Story : Pesheles
- 1990 : Ghost : fantome de la salle des urgences
- 1991 : Elle et lui (He Said, She Said) : Mr. Spepk
- 1991 : La télé lave plus propre (Soapdish) : Old Man
- 1991 : Frankie et Johnny (Frankie and Johnny) : Mr. DeLeon
- 1991 : Le Plus Beau Cadeau du monde (All I Want for Christmas) : Mr. Feld
- 1994 : Trou de mémoire (Clean Slate) : Landlord
- 1995 : Trop, c'est trop (Two Much) : Lincoln Brigade
- 1998 : La Tribu de Krippendorf (Krippendorf's Tribe) : Dr Harvey
- 1999 : Une fille qui a du chien (Lost & Found) : Mr. Elderly Couple

### Télévision
- 1949 : Front Row Center (en) : Regular
- 1975 : It's a Bird... It's a Plane... It's Superman : MIT Technician
- 1976 : Ivan the Terrible (en) : Vladimir
- 1979 : Murder by Natural Causes (en) : Eddie, Private Detective
- 1979 : Featherstone's Nest : Everett Buhl
- 1981 : The Haunting of Harrington House
- 1983 : Wings : Brownstein
- 1990 : Singer & Sons (en) : Lou Gold
- 1995 : Double Rush (en) : The Kid
- 1995 : Urgences : Mari d'une patiente des urgences
- 1996 : Incorrigible Cory (saison 4 épisode 1) : le vieil homme dans le restaurant
- 1998 : Friends (saison 2 épisode 11) : Mr Adelman
- 1998 : Ally McBeal (5 épisodes) : Rôle récurrent du juge Happy Boyle